# حجم النفضة

حجم النَّفْضَة أو حجم الضربة (بالإنجليزية: Stroke Volume) هو حجم الدم المتدفق من القلب إلى الشريان الأبهر خلال ضربة واحدة.

هذا الحجم مساوٍ لحاصل طرح حجم البطين الأيسر في حالة انقباض القلب من حجم البطين الأيسر في حالة انبساط القلب.
حجم الضربة عند الإنسان المتوسط يتراوح ما بين 75 و 155 سم مكعّب.

حجم الضربة عند الإنسان يؤثر على عدد ضربات القلب في الدقيقة الواحدة، بحيث أن الإنسان الذي لديه حجم دفعة أكبر عدد ضربات قلبه في الدقيقة تكون أقل.

## الحساب
يُحسب حجم الضربة عن طريق طرح حجم نهاية الانقباضة من حجم نهاية الانبساطة لبطين معيّن.
حجم الضربة = حجم نهاية الانبساط - حجم نهاية الانقباضة
عند إنسان صحي يزن 70 كغم، حجم نهاية الانبساطة يقارب الـ 120 مل، وحجم نهاية الانقباضة يقارب الـ 50 مل، من هنا حجم الضربة لديه مقارب لـ 70 مل للضربة.
يشير المصطلح شغل الضربة للشغل الذي يقوم به القلب خلال الضربة، أو حاصل ضرب حجم الضربة وضغط الدم.

## عوامل مؤثرة
بالمعدّل، حجم الضربة لدى الرجال أكبر من حجم الضربة لدى النساء ويعود ذلك إلى أن قلب الرجل أكبر بالمعدّل. مع ذلك، يعتمد حجم الضربة على عدة عوامل مثل حجم القلب، والقلوصية، وزمن التقلّص، وحجم نهاية الانبساطة، والحمولة التلوية.